# Arianops laminata
Arianops laminata är en skalbaggsart som beskrevs av Barr 1974. Arianops laminata ingår i släktet Arianops och familjen kortvingar. Inga underarter finns listade i Catalogue of Life.